# Andy La Rocque
Andy LaRocque, född i Göteborg den 29 november 1962 som Anders Allhage, är en svensk gitarrist, känd för att han spelar gitarr på alla King Diamonds album.
Förutom att ha spelat med King Diamond har han också spelat med band som Death och Illwill. Han har också medverkat som gästartist hos en del andra band, bland andra Dimmu Borgir, At the Gates, Falconer, Lord Belial och In Flames.
Han har även ett andra band, X-World/5 tillsammans med bland andra Magnus Rosén, tidigare i Hammerfall, och David Bowie-gitarristen Reeves Gabrels.
Sedan 1995 äger Andy LaRocque även en egen inspelningsstudio, Los Angered Recording Studio, som låg i Angered fram till 2006. Andy LaRocque bor sedan dess i Varberg, och har en studio där, Sonic Train Studios. I studion har han producerat ett 100-tal plattor med musiker och band från världens alla hörn, som till exempel Sothis (USA), Evergrey (Sverige), Eyefear (Australien), Lord Belial (Sverige), Sandalinas (Spanien), Darzamat (Polen), Katana (Sverige) och The Embodied (Sverige).